# Glipodes sericans
Glipodes sericans es una especie de coleóptero de la familia Mordellidae.

## Distribución geográfica
Habita en Estados Unidos, México, Honduras,  Guatemala y Panamá.